# Popis NGC objekata
Popisi NGC objekata:
- Popis NGC objekata (1-999)
- Popis NGC objekata (1000-1999)
- Popis NGC objekata (2000-2999)
- Popis NGC objekata (3000-3999)
- Popis NGC objekata (4000-4999)
- Popis NGC objekata (5000-5999)
- Popis NGC objekata (6000-6999)
- Popis NGC objekata (7000-7840)

## Vanjske poveznice
- The New General Catalogue Online - A website maintained by the NGC/IC Project.
- List of NGC objects @ SEDS  Arhivirana inačica izvorne stranice od 5. kolovoza 2011. (Wayback Machine)
- List of NGC objects @ The Electronic Sky